# Cortodera schurmanni
Cortodera schurmanni là một loài bọ cánh cứng trong họ Cerambycidae.